# Кошмар на высоте 20 тысяч футов
«Кошмар на высоте 20 тысяч футов» (англ. Nightmare at 20,000 Feet) — третий эпизод пятого сезона американского телесериала-антологии «Сумеречная зона». 123-й эпизод по счёту от первой серии первого сезона. Был впервые показан в эфире телеканала CBS 11 октября 1963 года. Режиссёром эпизода выступил Ричард Доннер, сценарий написал Ричард Мэтисон.

## Сюжет
В начале эпизода появляется создатель сериала Род Серлинг и произносит вступительный монолог:
Портрет испуганного человека, мистер Роберт Уилсон, тридцать семь лет, муж, отец и торговый агент, находящийся на больничном. Мистер Уилсон только что был выписан из санатория, где он провёл шесть месяцев, восстанавливая здоровье после нервного срыва, который произошёл одним вечером, не слишком отличающимся от сегодняшнего, в самолёте, очень похожем на этот, в котором мистер Уилсон собирается лететь домой. Разница же заключается в том, что тем вечером полгода назад рейс, на котором собирался лететь мистер Уилсон, был отменён по причине сильнейшего приступа паники, охватившей мистера Уилсона. Сегодня он отправляется в пункт назначения, который, вопреки планам мистера Уилсона, находится в самом тёмном углу Сумеречной зоны.Оригинальный текст (англ.)Portrait of a frightened man: Mr. Robert Wilson, thirty-seven, husband, father, and salesman on sick leave. Mr. Wilson has just been discharged from a sanitarium where he spent the last six months recovering from a nervous breakdown, the onset of which took place on an evening not dissimilar to this one, on an airliner very much like the one in which Mr. Wilson is about to be flown home-the difference being that, on that evening half a year ago, Mr. Wilson's flight was terminated by the onslaught of his mental breakdown. Tonight, he's travelling all the way to his appointed destination which, contrary to Mr. Wilson's plan, happens to be in the darkest corner of the Twilight Zone.
Роберт Уилсон впервые после нервного срыва, который произошёл с ним полгода назад, вместе со своей женой, снова собирается лететь на самолёте. Заскучав, он выглядывает в иллюминатор самолёта и с удивлением видит, как по крылу самолёта неуверенной походкой к нему приближается гремлин. От испуга Уилсон закрывает штору на окне, но вскоре открывает её снова. И в этот момент видит лицо гремлина, прижатое к стеклу. Он смотрит на Уилсона и не шевелится. Уилсон сразу зовёт стюардессу, но когда он снова оборачивается на иллюминатор, то за ним уже никого нет. Вскоре Уилсон снова выглядывает в окно и с ужасом видит, что гремлин вернулся и что-то делает с одним из двигателей на крыле самолёта. Каждый раз, когда кто-то из пассажиров выглядывает в окно, гремлин прямо перед этим успевает скрыться, и поэтому никто не верит в утверждения Уилсона. Роберт осознаёт, что его жена уже начинает думать, что ему видимо стоит вернуться в санаторий. Но в то же время он понимает, что если с гремлином ничего не сделать, то в итоге он сможет повредить двигатель, и это приведёт к катастрофе.
Место Роберта находится рядом с аварийным выходом, он крадёт револьвер у спящего полицейского, открывает окно и наполовину высовывается из него, пытаясь выстрелить в гремлина. Его действия привлекают внимание гремлина, который нападает на Уилсона, но тот стреляет в существо и убивает его. Когда самолёт приземляется, Роберта уводят в смирительной рубашке, а в последней сцене обнаруживается доказательство того, что гремлин существовал на самом деле: необычные повреждения двигателя самолёта, которые механикам ещё предстоит обнаружить.
Эпизод заканчивается закадровым монологом Рода Серлинга:
Полёт мистера Роберта Уилсона завершился, полёт не только из точки А в точку Б, но и полёт, оставивший позади страх нервного срыва. У мистера Уилсона больше нет этого страха, хотя в настоящий момент, как он сказал, в этом уверен лишь только он. К счастью, его уверенность не останется слишком долго уверенностью одного человека, потому что к счастью, следы совершенного преступления очень часто остаются заметны, даже если это следы из такой потусторонней области как Сумеречная зона.Оригинальный текст (англ.)The flight ofMr. Robert Wilson has ended now, a flight not only from point A to point B, but also from the fear of recurring mental breakdown. M r. Wilson has that fear no longer, though, for the moment, he is, as he has said, alone in this assurance. Happily, his conviction will not remain isolated too much longer, for happily, tangible manifestation is very often left as evidence of trespass, even from so intangible a quarter as the Twilight Zone.

## В ролях
| Актёр           | Роль                |
| --------------- | ------------------- |
| Уильям Шетнер   | Роберт (Боб) Уилсон |
| Кристина Уайт   | Джулия Уилсон       |
| Эдвард Кеммер   | бортинженер         |
| Аса Мейнор      | стюардесса          |
| Леон Элтон      | пассажир            |
| Дэвид Армстронг | пассажир            |
| Ник Крават      | гремлин             |
| Род Серлинг     | рассказчик          |

## Съёмочная группа
- автор сценария — Ричард Мэтисон
- режиссёр — Ричард Доннер
- продюсер — Берт Грэнет[англ.]
- исполнительный продюсер — Род Серлинг
- оператор — Роберт Питтак
- монтаж — Томас Скотт
- директор по кастингу — Патришия Мок
- художественные руководители — Джордж Дэвис[англ.], Уолтер Холсчер[англ.]
- кинодекораторы — Роберт Р. Бентон[англ.], Генри Грэйс[англ.]
- визажист — Уильям Таттл[англ.]
- мастер по макияжу — Грант Кит
- руководитель производства — Ральф В. Нельсон
- помощник режиссёра — Чарльз Бонниуэлл
- второй помощник режиссёра — Карл Руп
- отдел звукозаписи — Франклин Милтон[англ.], Филип Митчелл
- отдел камер и электрооборудования — Джеймс В. Кинг
- автор музыкальной темы — Мариус Констан
- работа со стоковой музыкой — Джерри Голдсмит, Бернард Херрманн, Уильям Лава[англ.], Лин Мюррей[англ.], Фред Стейнер, Ван Клив[англ.]
- производство: Cayuga Productions, CBS Television Network